# Аво Макао
Аво (кит. 仙, порт. Avo) — разменная монета Макао.
Аво равно 1/100 патаки (патака = 100 аво).

## Монетные выпуски
- 1952 (первый выпуск) — 5, 10 и 50 аво.
  - Всего было выпущено три монеты: бронзовые номиналом в 5 и 10 аво и купроникелевая в 50 аво. Отчеканены в Лиссабоне. На аверсе бронзовых монет 5 и 10 аво помещено обозначение номинала по-португальски и по-китайски (5 аво и 5 чу). На реверсе — герб колонии и её название, Макао и Аомынь. На аверсе купроникелевой монеты 50 аво помещено изображение среднего герба Португалии на фоне креста. Реверс аналогичен бронзовым монетам.
- 1967—1969 (второй выпуск) — 5, 10 и 50 аво.
- 1982 (третий выпуск) — 10, 20 и 50 аво.
- 1992—1993 (четвертый выпуск) — 10, 20 и 50 аво.

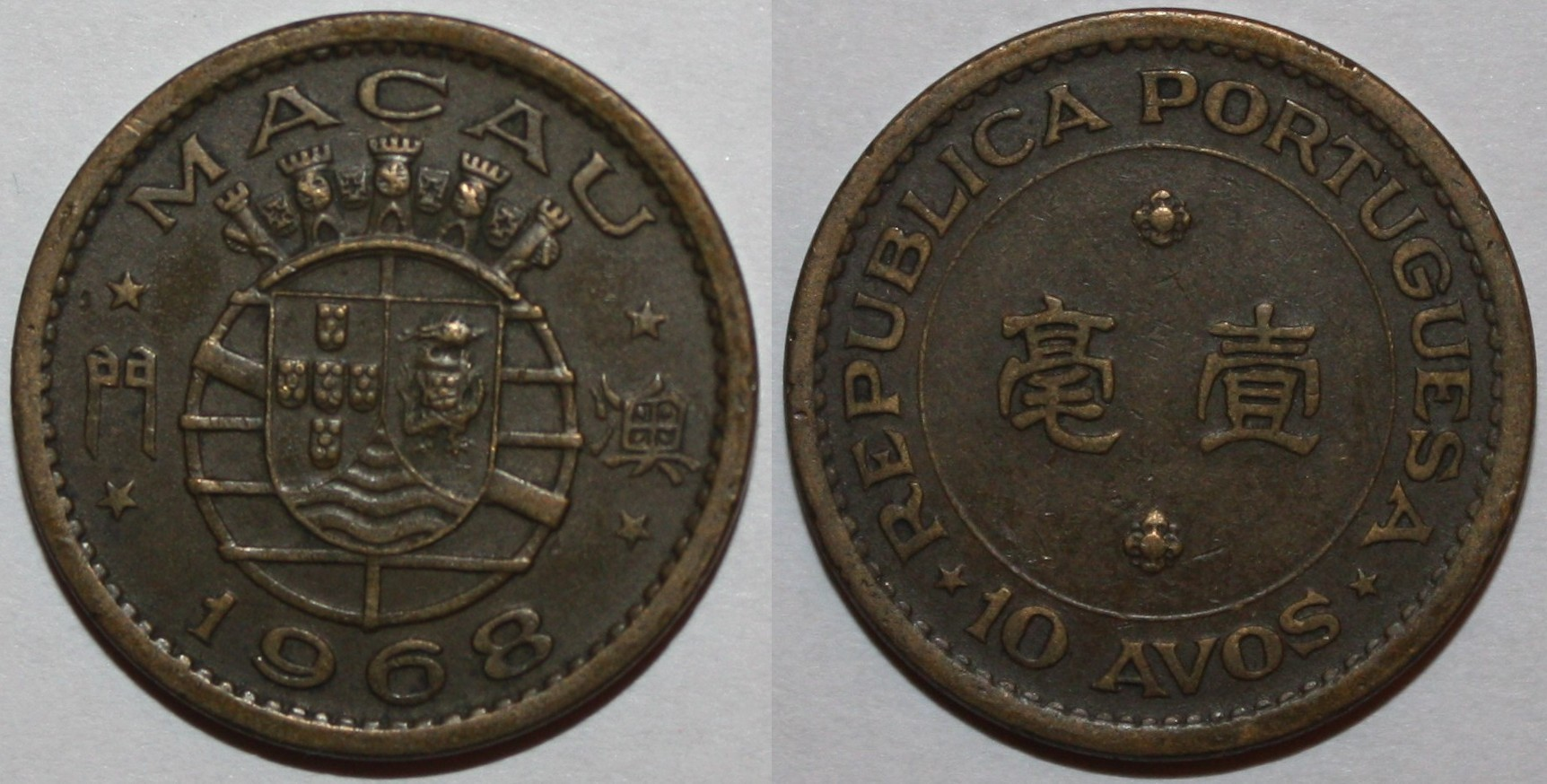
10 аво, 1968
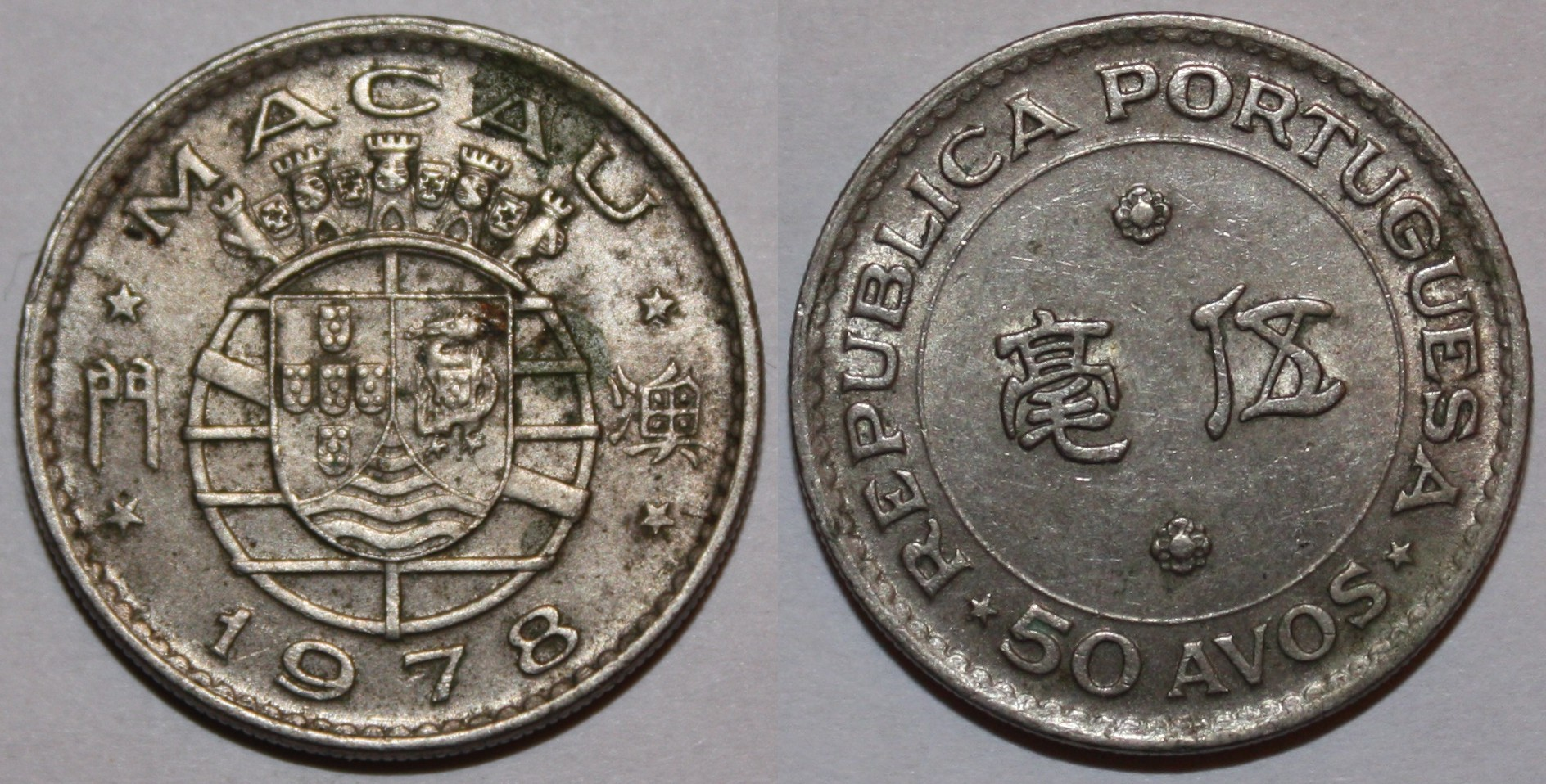
50 аво, 1978
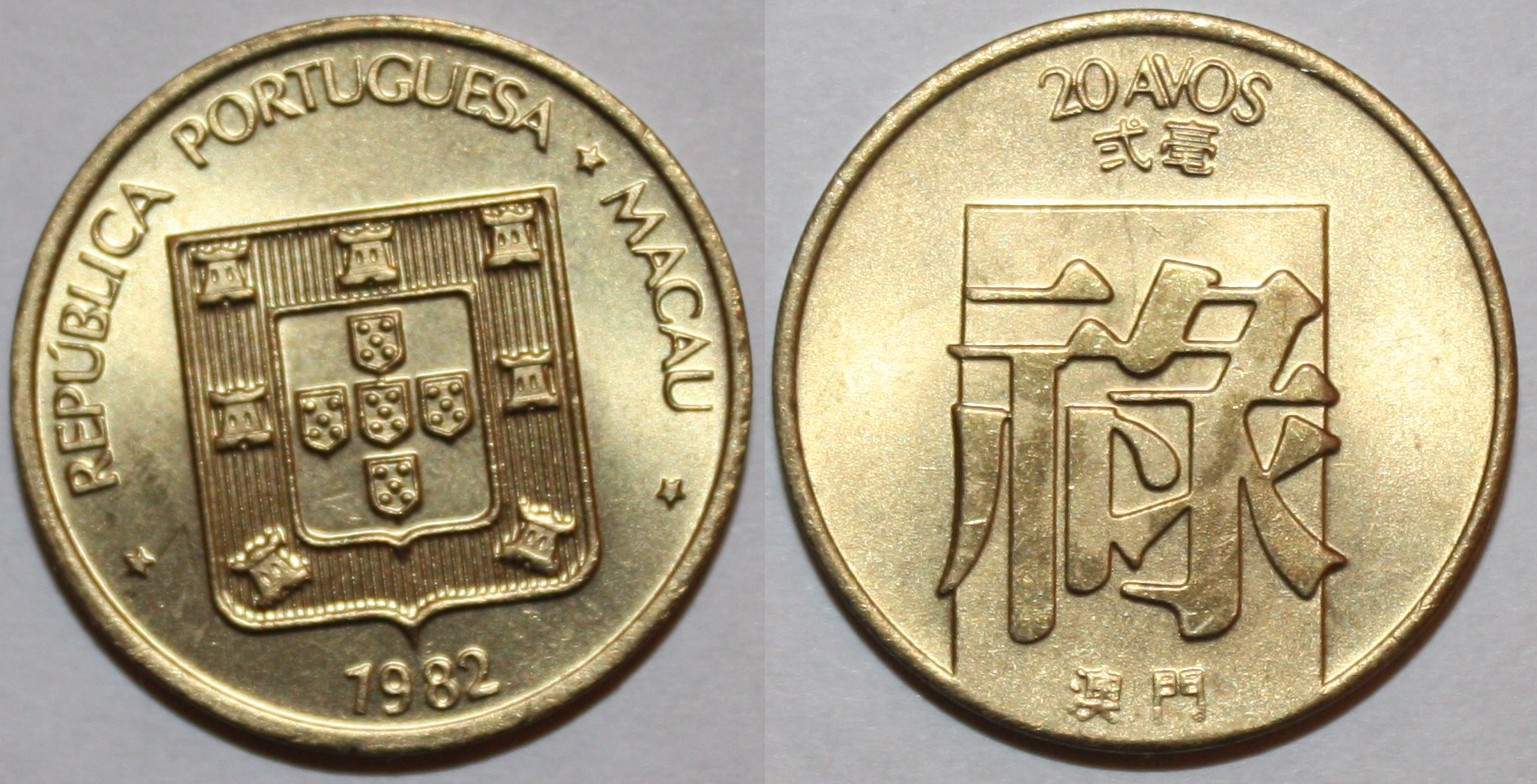
20 аво, 1982
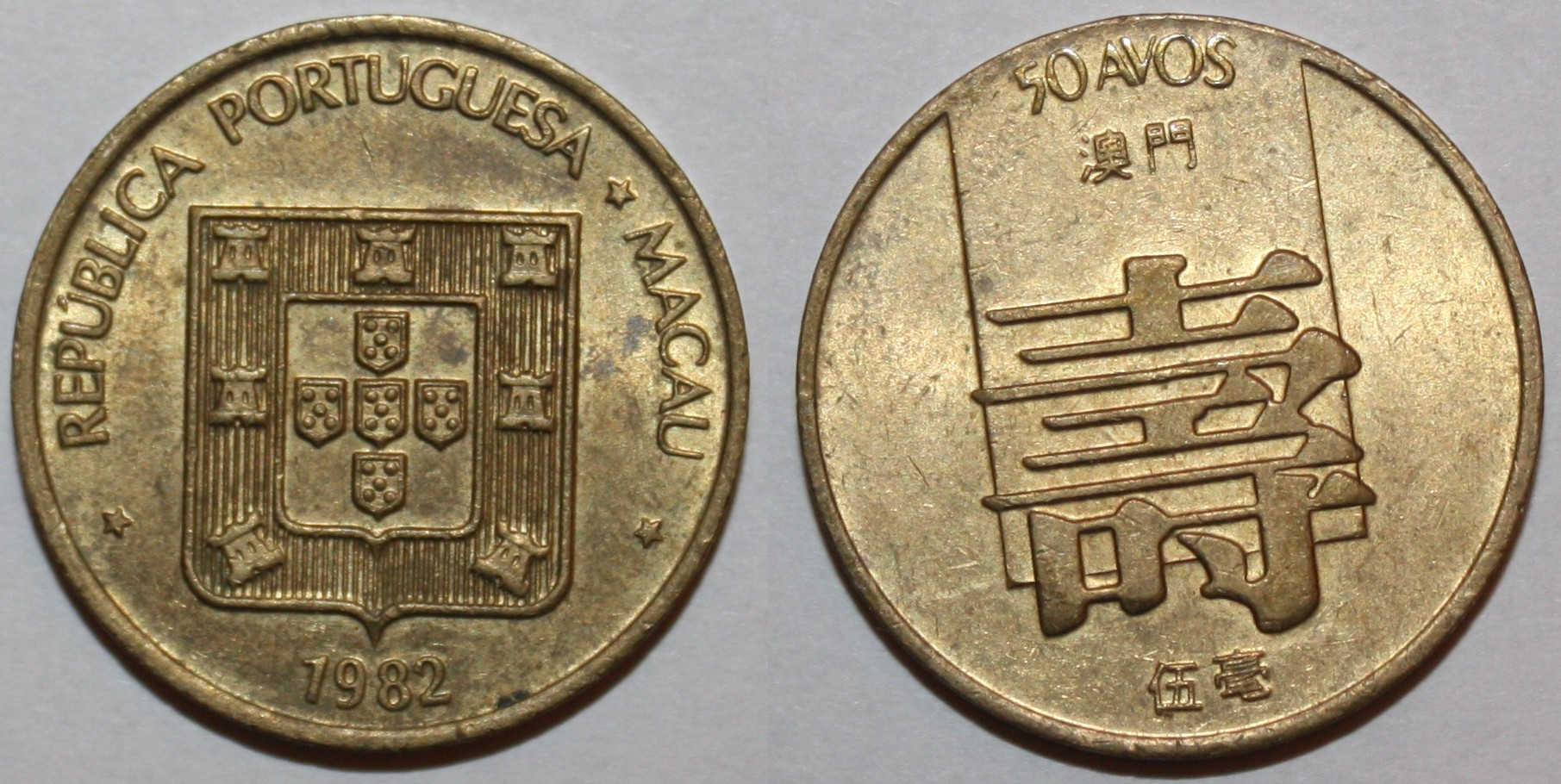
50 аво, 1982
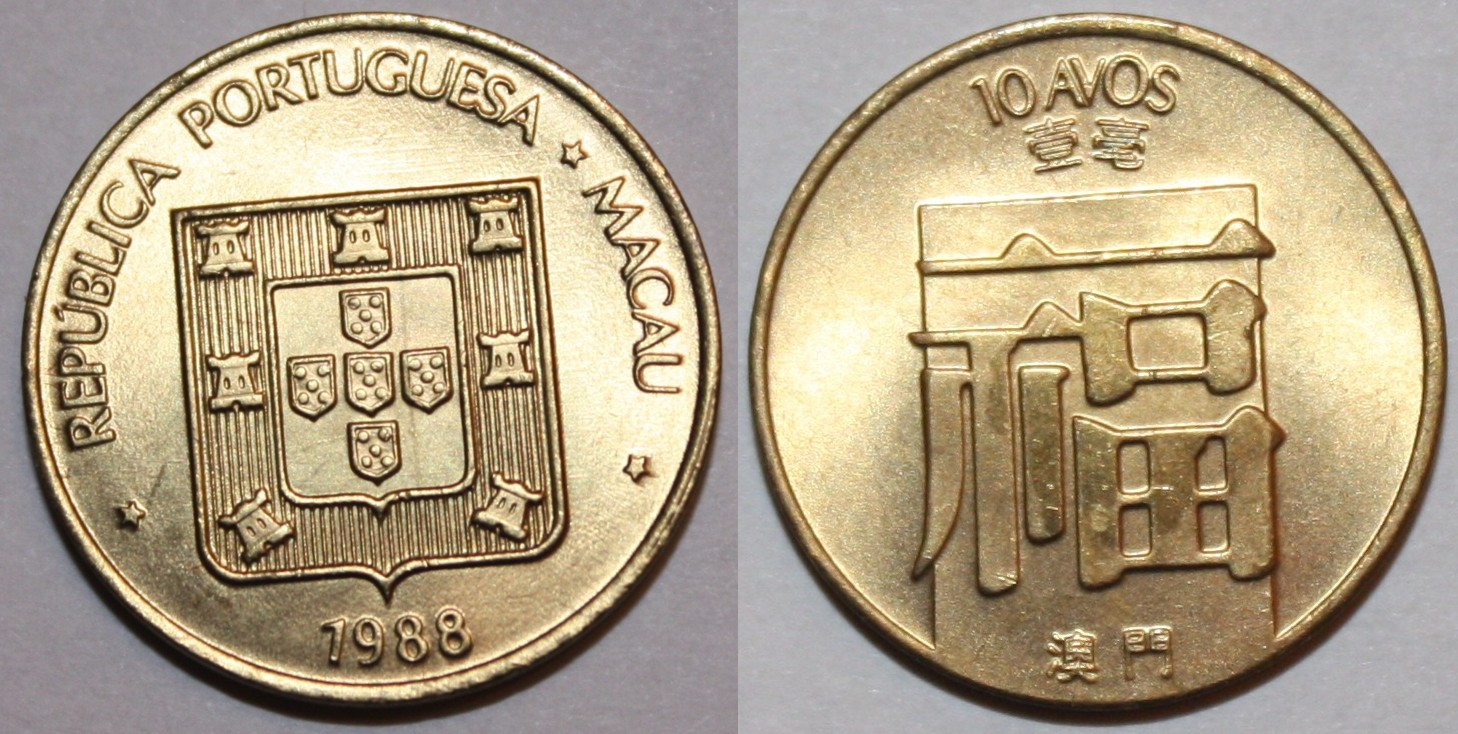
10 аво, 1988
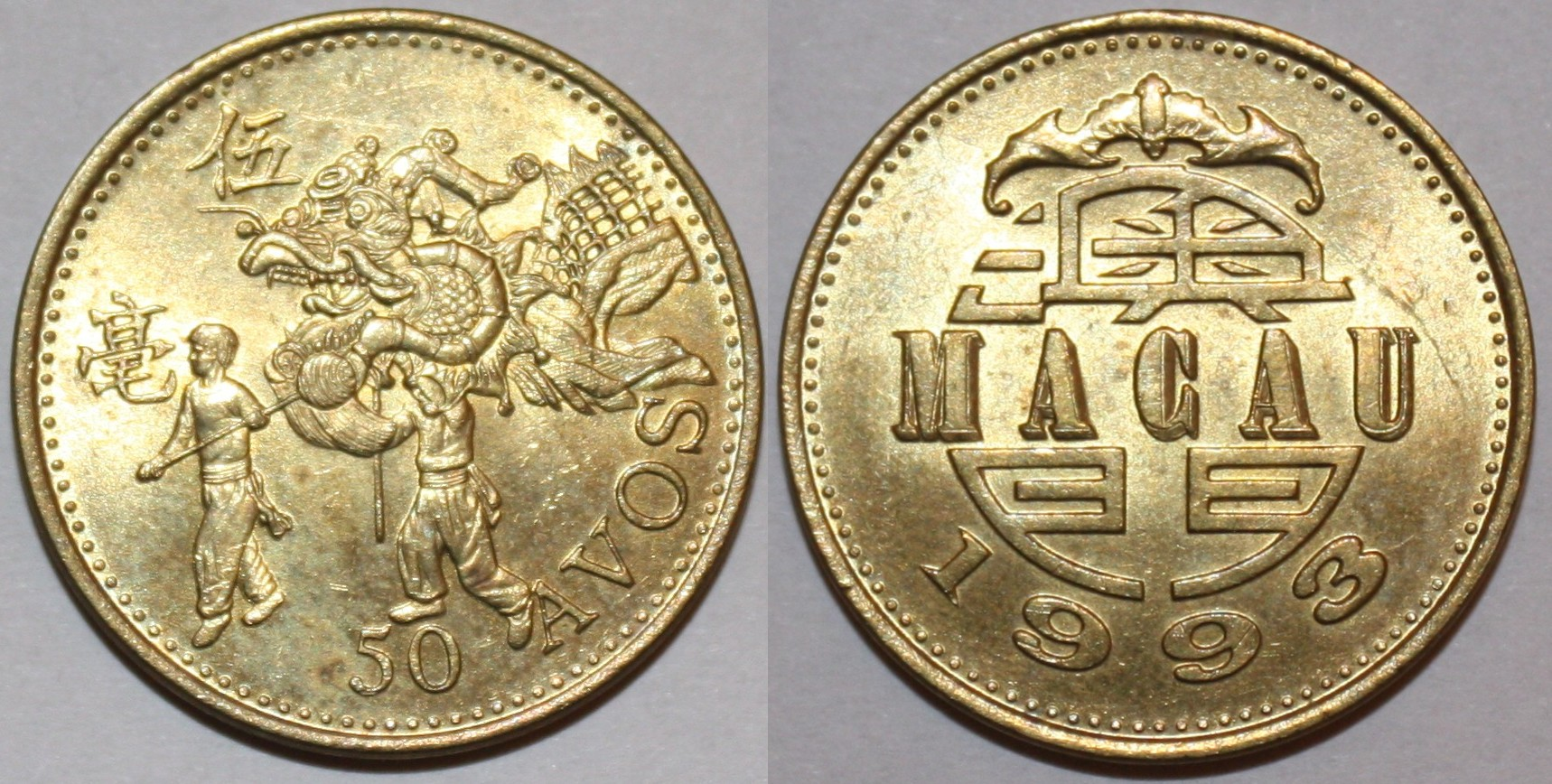
50 аво, 1993
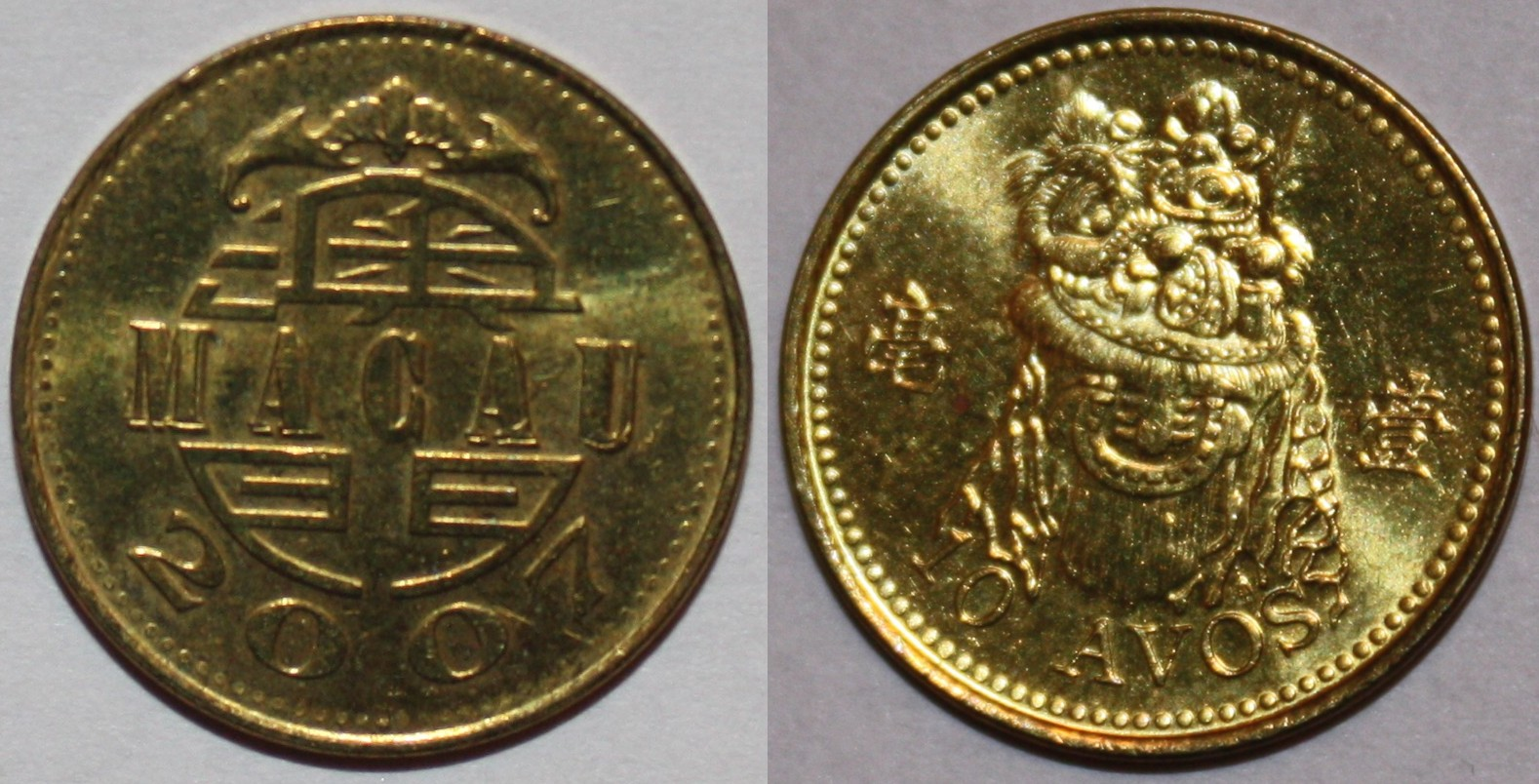
10 аво, 2007